# Nesoddtangen
Nesoddtangen é uma localidade na comuna de Nesodden. Tem uma população de 10911 habitantes (2005).